# 1904년 하계 올림픽 노르웨이 선수단
노르웨이는 1904년 미국 세인트루이스에서 열린 1904년 하계 올림픽에 선수단을 파견하지 않았었다. 그러나, 찰스 에릭센과 베른호프 한센은 각각 웰터급과 헤비급의 레슬링 대회에 참가하여 금메달을 획득했다.

## 메달 집계

### 메달리스트
| 메달 | 이름        | 종목   | 세부 종목 | 날짜      |
| ---- | ----------- | ------ | --------- | --------- |
|      | 찰스 에릭센 | 레슬링 | 웰터급    | 10월 15일 |
|      | 번호프 핸센 | 레슬링 | 헤비급    | 10월 15일 |